# Ladislao da Gielniów
Ladislao da Gielniów, al secolo Giovanni (Gielniów, 1440 circa – Varsavia, 4 maggio 1505), è stato un presbitero polacco dell'Ordine dei Frati Minori. Fu beatificato, per equipollenza, da papa Benedetto XIV nel 1750.

## Biografia
Studiò teologia e filosofia a Cracovia ed ebbe come compagni Giovanni Canzio e Simone da Lipnica.
Abbracciò la vita religiosa tra i francescani osservanti del convento di Varsavia ed emise la sua professione dei voti il 1º agosto 1457.
Fu più volte ministro provinciale e prese parte, per due volte, ai capitoli generali dell'ordine celebrati in Italia; riformò gli ordinamenti della provincia, approvati nel 1498 dal capitolo generale di Urbino.
Si dedicò alla predicazione delle missioni al popolo e compose poesie e canti; inviò i suoi frati a evangelizzare la Lituania. Morì nel 1505.

## Culto
Crescendo la sua fama di santità, l'arcivescovo Konarski di Cracovia ne fece la traslazione delle reliquie.
Il suo culto fu confermato da papa Benedetto XIV il 11 febbraio 1750 e il 19 agosto 1753 il beato fu annoverato tra i patroni di Polonia e Lituania.
Il suo elogio si legge nel Martirologio romano al 4 maggio.